# 巴爾 (伊利諾伊州馬庫平縣)
巴爾（英語：Barr）是位於美國伊利諾伊州馬庫平縣的一個非建制地區。該地的面積和人口皆未知。

## 地理
巴爾的座標為39°24′17″N 90°06′15″W / 39.40472°N 90.10417°W，而該地的平均海拔高度為203米（即666英尺）。